# Belagerung von Graz
Sacile – Teugn-Hausen – Weichselfeldzug – Raszyn – Abensberg – Landshut – Eggmühl – Regensburg – Neumarkt – Ebelsberg – Piave – Aspern – Sankt Michael – Stralsund – Bergisel – Raab/Győr – Graz – Wagram – Korneuburg – Stockerau – Gefrees – Hollabrunn (Schöngrabern) – Znaim – Walcheren–Schlacht an der Baskischen Reede
Die Kämpfe um Graz im Jahre 1809 waren Teil des Fünften Koalitionskrieges. Die Konfrontation begann am 30. Mai mit dem vorerst kampflosen Einzug der Franzosen in die Stadt, aber erst am 13. Juni kam es mit dem Einsetzen der Bombardierung der Grazer Zitadelle, wo sich eine schwache Garnison verschanzt hatte, zu einer Belagerung des Schlossberges. Am 25. Juni folgte für die Garnison eine kurze Entsatzoperation durch Teile eines österreichischen Korps unter Ignaz Gyulai, welche am 26. Juni zum Gefecht in St. Leonhard führte. In diesem Gefecht hielt die französische Division Broussier am Ruckerl- und Rosenberg den Angriffen erfolgreich stand und zwang nach der Ankunft von Verstärkungen die Österreicher zum Rückzug. Infolge des Waffenstillstandes von Znaim musste der Kommandant der noch standgehaltenen Garnison, Major Hackher, am 22. Juli die Waffen strecken und den Schlossberg an die Franzosen übergeben.

## Vorgeschichte
FML Ignaz Graf Gyulai, Kommandant des 9. Korps der österreichischen Armee rückte Mitte Mai von Karlstadt gegen Marburg heran und verstärkte sich mit kroatischen Insurrektionstruppen auf 22.000 Mann. Der Rückzug der Armee von Innerösterreich unter Erzherzog Johann aus Kärnten nach Graz machte die Straße über Friesach für die ihn verfolgende französische Italienarmee nach Bruck an der Mur frei. Französische Truppen kamen infolge gleichzeitig vom Süden (MacDonald) und Westen (Grouchy) gegen Graz heran. Am 22. Mai war die stark geschwächte Armee Johanns mit etwa noch 11.000 Mann in Graz eingezogen. Der Erzherzog besprach sich sogleich mit Major Hackher über die Verteidigungsmöglichkeiten der Stadt und wartete auf Verstärkung durch die Division Jellacic. Die Johann verfolgende Armee unter Vizekönig Eugen erreichte am 24. Mai Unzmarkt und hatte am 25. Mai der österreichischen Division Jellacic im St. Michael eine schwere Niederlage zugefügt, deren Reste trafen bis 27. Mai in Graz ein und belegten die überfüllten Krankenlager. Das V. Korps der italienischen Armee unter Führung von Jacques Macdonald, welches den rechten Flügel der Armee des Vizekönigs bildete, hatte währenddessen Laibach erreicht. Er hatte von Eugen den Befehl bekommen, Fühlung mit dem aus Dalmatien kommenden XI. Korps unter Marmont zu erreichen und dann wieder nordwärts auf Graz vorzugehen.

## Belagerung des Schlossberges

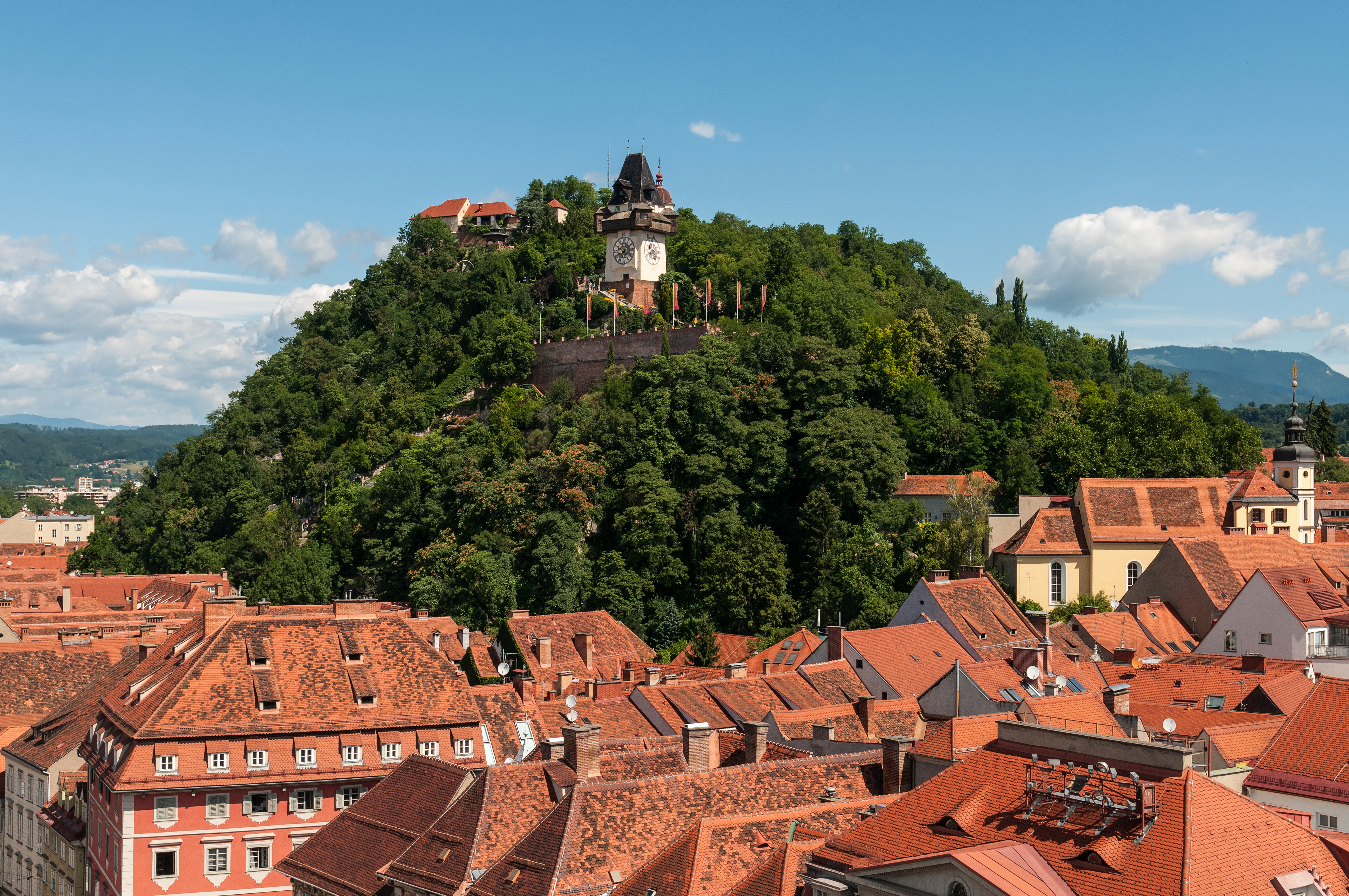
Der Schlossberg mit restlicher alter Bastei

Schon am 11. Mai hatte FZM Wilhelm Freiherr von Kerpen, der Militärkommandant von Innerösterreich, dem Führer seines Ingenieurkorps Major Franz Xaver Hackher zum Kommandanten des Grazer Schlossberges ernannt. Der damals vollständig ummauerte Schlossberg ragte im Zentrum der Stadt etwa 120 Meter in die Höhe und besaß gute Befestigungsanlagen, die jetzt sofort instand gesetzt wurden. Die französische Division Grouchy war als Avantgarde über Eibiswald gegen Graz herangeführt worden. Am 28. Mai wurde die untere Murbrücke abgebrochen und die Hauptbrücke bis auf einen schmalen Durchgang vor der Murvorstadt verbarrikadiert. Erst am 27. Mai wurde der Sieg Erzherzog Karls bei Aspern in Graz bekannt, trotzdem musste sich Johann am 29. wegen des feindlichen Anmarsches zur Räumung von Graz entschließen. Über Gleisdorf und Szentgotthárd führte er etwa 17.000 Mann nach Ungarn und traf am 1. Juni in Körmend ein, wo er weitere Verstärkungen heranzog.
Major Hackher verblieb derweil mit 17 Offizieren und 896 Soldaten als Garnison in Graz zurück und verschanzte sich auf dem Schlossberg.
Am Abend des 29. Mai hatten die letzten abziehenden Truppen Johanns die Mur passiert, der Durchgang zur Murvorstadt wurde geschlossen, die Hauptbrücke zum Teil abgebaut. Um 20 Uhr abends erhielt Hackher von FML Johann Frimont, die letzten Anweisungen. Er sollte nach dem Abzug die Stadttore besetzen und seine Kapitulation möglichst lange verzögern, um Johanns Armee einen Vorsprung zu verschaffen.
Die österreichischen Vorposten die bis Wildon und Ehrenhausen vorgeschoben waren, zogen sich beim Anmarsch der Franzosen auf Graz zurück; die Vorhut der Division Grouchys traf am Morgen des 30. Mai in Eggenberg westlich Graz ein. Ein Parlamentär forderte Hackher zur sofortigen Übergabe der Stadt auf, vier Geschütze wurden drohend am westlichen Murufer in Stellung gebracht. Grouchy drohte um 15 Uhr nachmittags das Feuer zu eröffnen, wenn bis dahin keine Kapitulation erfolgt wäre. Hackher sagte darauf die kampflose Übergabe der Stadt zu, beharrte aber auf die Besetzung des Schlossberges. Grouchy ging darauf ein, Hackher hatte Johanns Truppen, durch seine Verhandlungen fast zwölf Stunden Vorsprung verschafft. Das V. Korps unter General MacDonald war inzwischen vollständig eingetroffen, gegen 17 Uhr vollzogen die Franzosen über die wieder freigemachten Murbrücken ihren gemeinsamen Einzug in die Stadt. Die Masse der die Stadt besetzenden Division befanden sich am Hauptplatz, am Glacis, in Geidorf und am Jakominiplatz. Der Rest verblieb in der Murvorstadt am anderen Murufer, darunter die Divisionen Lamarque und Pully. General Jean-Baptiste Broussier wurde Platzkommandant und nahm Quartier am Eisernen Tor im Hause Königsbrunn.
Grouchys Truppen marschierten schon am 1. Juni nach Bruck ab um sich mit Eugens Hauptmacht zu vereinen und weiter auf Wiener Neustadt vorzugehen. Am 9. Juni zog auch MacDonald mit dem größten Teil seines Korps Richtung Gleisdorf ab, nur die Brigade Broussier blieb als Besatzung mit etwa 5000 Mann in Graz zurück.
Am 13. Juni mit Schlag 12 Uhr begannen die Franzosen unter Oberst Jean Hugues Gambin das Feuer gegen den unbezwungenen Schlossberg zu eröffnen. Die kleinen Kaliber konnten den hoch gelagerten Befestigungsanlagen aber keinen großen Schaden zufügen. Hackher hatte seinerseits sein Geschützfeuer äußerst sparsam eingeteilt, um seine Kugeln für die zu erwartenden gegnerischen Infanterieangriffe aufzusparen. Am 15. dauerte das Feuer bis 10 Uhr vormittags an; dann forderte ein Parlamentär die neuerliche Übergabe des Platzes, die Hackher wieder ablehnte. Am 17. ließ Broussier bereits erstmals stürmen, die Beschießung wurde gleichzeitig in die Nacht hinein fortgesetzt. Hackher ließ seine Garnison auf halbe Ration setzen, um eventuell bis Ende Juni mit seinen Vorräten auslangen zu können. Am 18. reagierte Broussier vorsorglich auf eine zusätzliche Gefahr aus dem Süden. Ihm wurde die Ankunft österreichischer Truppen in Wildon bekannt, die Franzosen fuhren jetzt auch am östlichen Murufer eine Batterie auf, verbauten während der Nacht die Murbrücke und bereiteten drei Brückenfelder zum Abtragen vor. Eine Verschalung der Brücke ließ Hackher am folgenden Tag jedoch wieder zusammenschießen. Gleichzeitig wurde das Bombardement gegen den Schlossberg am 19. Tag und Nacht und am 20. bis 13 Uhr Nachmittag heftig fortgesetzt. Die Verluste Hackhers betrugen seit 13. Juni 7 Tote und 14 Verwundete; die Franzosen hatten nach sieben Infanterieangriffen etwa 300 Mann, zumeist Leichtverwundete verloren.

## Überblick zur Gesamtlage

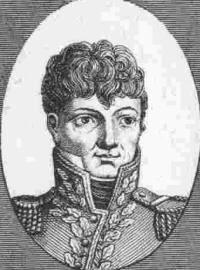
General Jean Broussier

Der Erzherzog Johann unterstellte General Johann Gabriel von Chasteler stieß am 9. Juni zum Korps Gyulais und sicherte im Osten gegen Warasdin. FML Ignaz Gyulai war numerisch an Streitkräften seinen aus Dalmatien herankommenden Gegner Marmont fast doppelt überlegen und hatte Befehl, diesen an der Draulinie aufzuhalten. Er versuchte dadurch dessen Vereinigung mit Truppen Eugens, welche Erzherzog Johann nach Ungarn verfolgten zu verhindern. Gyulai rückte mit seinen 22.000 Mann südlich in die Krain vor und verlegte Marmont, dessen Korps aus Laibach heranmarschierte, bei Marburg den Weg. Am 15. Juni stand das Korps Gyulai mit der Brigade Splenyi bei Ehrenhausen, die Brigade Kalnassy erreichte Zellnitz und die Division unter FML Anton von Zach beobachtete den Feind vor Cilli. Marmont brach am 20. Juni von Laibach auf und marschierte über Cilli bis Windisch-Feistritz. Er wollte Gyulai nicht in Marburg angreifen und umging ihn westlich mit einem Marsch über Völkermarkt. Er ging dort über die Drau und rückte danach durch das Lavanttal über die Pack gegen Voitsberg vor. Bei Lavamünd ließ er ein gegen Marburg vorgeschobenes Detachement zurück, um Gyulai seine Anwesenheit vorzutäuschen. Gyulai war durch seine aufklärende Reiterei schon am 23. Juni über das Täuschungsmanöver genau informiert, verblieb aber weiter untätig, er wollte aber inzwischen versuchen den Grazer Schlossberg Nachschub zuzuführen. Am 21. Juni 1809 zogen die Franzosen unter Broussier aus Graz gegen Wildon ab, um gegen Gyulai vorzugehen. Major Hackher benutzte den Abzug, sofort um die Stadttore zu besetzen. Er schaffte neue Lebensmittel auf den Berg und ergänzte sich mit Schießbedarf, was sich unter eifrigster Mithilfe der Bürgerschaft schnell vollzog.
Nachdem Gyulai nicht weiter auf Marburg vorging, andererseits Marmont dort nicht eintraf, zog sich Broussier nach einem Vorpostengefecht wieder nach Graz zurück. Am 22. Juni nachmittags zwangen französische Vorausabteilungen Hackhers Besatzung, sich bis 21 Uhr abends erneut auf den Schlossberg zurückzuziehen. Gegen 2.30 Uhr früh war die Division Broussier wieder vollzählig in Graz eingetroffen und zog sich über St. Leonhard und den Graben, über die nördlich der Stadt liegende Weinzöttelbrücke nach Gösting und Eggenberg zurück. Broussier schlug am 24. Juni bei Gösting sein Lager auf, hier erfuhr er, dass die Vorhut Marmonts bereits in Voitsberg eingetroffen war. Gegen 13.30 Uhr marschierte er darauf ins südlichere Kalsdorf ab und wartete dort bis 17.00 Uhr vergeblich auf die Vereinigung mit Marmont. Er setzte seinen Marsch nach Lieboch fort, wo Marmont seinerseits das Eintreffen seiner Nachhut, der Division Montrichard abwartete. In Lieboch erfolgte dann die Vereinigung Broussiers mit der Division Clausel. Broussier erhielt nach dem Zusammentreffen mit Marmont den Befehl, Graz sofort wieder zu besetzen, denn die Meldung das Gyulais Truppen Graz erreicht hatte, war jetzt von Kundschaftern bestätigt worden. Am 25. Juni konnte Gyulai zur Garnison durchkommen und ihr die notwendigste Versorgung zukommen lassen.

## Das Treffen bei St. Leonhard am 26. Juni 1809

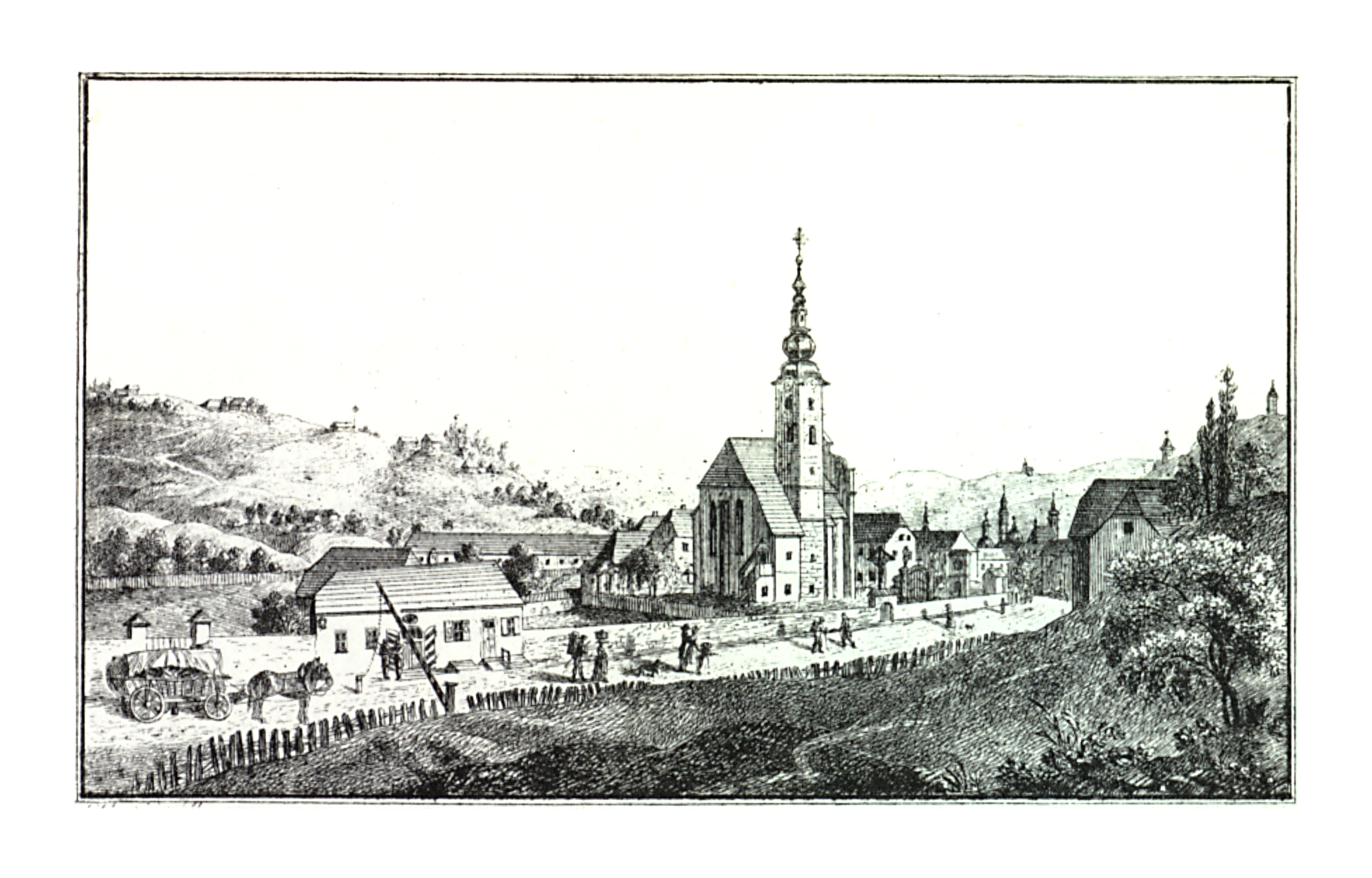
Graz-Sankt Leonhard, 1830 Lithographie von Wachtl – J. F. Kaiser

Im folgenden Gefecht spielten die Verteidiger des Schlossberges nur eine Nebenrolle, weil es sich östlich der Stadtmauern abspielte. Die von Gyulai am westlichen Murufer vorgeschobene Brigade Splenyi traf bereits am 24. in Kalsdorf auf französische Vorposten und verblieb dort während des folgenden Gefechts bis 27. untätig stehen. Das Gros Gyulais übersetzte am 25. Juni bei Wildon die Mur und rückte über Fernitz nach Hausmannstätten vor. Die Brigade Munkacsy wurde nach Graz vorgezogen, brachte der Garnison die notwendigste Ergänzung und bezog am Abend des 25. Vorposten am Rosenberg. Broussier bestimmte das bereits bewährte 84. Linienregiment unter Oberst Gambin als Vorhut nach Graz. Gambin gelangte als Vorhut Broussiers mit 1200 Mann ungehindert durch den Graben auf den Rosenberg, wo sie die österreichischen Vorposten auf St. Leonhard zurückdrängten, abends lagen sich die Gegner ruhig gegenüber.
Broussier stand am 26. Juni morgens allein in Graz und hätte einem energischen Angriff Gyualis, der etwa 15.000 Mann zur Hand hatte, nicht standhalten können. Gyulai zeigte aber keinerlei Willen die getrennten französischen Abteilungen anzugreifen. Bei Tagesanbruch entschlossen sich die Franzosen zum Angriff und warfen die Brigade Munkacsy bis 10 Uhr auf den Ruckerlberg zurück, wobei 300 Kroaten in Gefangenschaft gerieten.
Ohne nennenswerten Widerstand besetzten die Franzosen St. Leonhard und den Ruckerlberg, die später angreifende Brigade Munkacsy wurde auf große Glacis von Graz zurückgedrängt.
Broussiers Truppen, etwa 5000 Mann, hatten sich gut am ummauerten Leonhard Friedhof und am Ruckerlberg verschanzt. Trotzdem hielt der österreichische Divisionsführer FML Zach den Moment für Verhandlungen geeignet und sandte mittags einen Parlamentär zum Gegner. Dieser wies auf eine völlige Umstellung hin, mit der Aufforderung zu kapitulieren. Die in guter Stellung liegenden Franzosen schenkten dem Ansinnen keine Beachtung, den es trafen laufend über Gösting und den Geidorfer Graben Verstärkungen ein.
Gegen 13.00 Uhr traf Marmont Vorhut in Gösting ein, auch Gyulai hatte seine Streitkräfte näher an sich herangezogen. Die Österreicher mussten sich jetzt zum schnellen Angriff entschließen. Die Brigade Kalnassy führte dabei eine Umgehungskolonne unter Hauptmann Anzels hinter dem Lustbühel durch das Ragnitztal in den Rücken der französischen Stellung. Die ungarische Umgehungskolonne eroberte die französische Batterie am "Schanzl", und auch die französische Artillerie beim "Ziegelstad" konnte zum Schweigen gebracht werden. Dieser Angriff glückte zwar, änderte aber nichts mehr an der schlechter werdenden Gesamtlage. Die mit drei Bataillonen Neapolitaner verstärkte Division Broussier war jetzt mit 11.000 Mann und 23 Geschütze vollständig, weitere Verstärkungen über die Weinzöttelbrücke wendeten die Lage am späten Nachmittag vollständig zu Gunsten der Franzosen. Gyulai verließ sofort sein Hauptquartier im Hallerschlössel am westlichen Ruckerlberg, zog seine Brigaden aus den Kampf und befahl den sofortigen Rückzug nach Südosten. Über seinen panikartigen Rückzug urteilten die allein gelassenen Grazer später äußerst spöttisch, indem sie Gyulai für seine Verdienste im Kampf als den Herzog von Ruckerlberg titulierten.
Der Verlust der Österreicher hielt sich mit 161 Tote, 444 Verwundete und 361 Vermisste in Grenzen. Die Franzosen verloren etwa 460 Mann, davon verlor allein das den Kampf hauptsächlich tragende Linien-Regiment 84 des Obersten Gambin 31 Tote, 192 Verwundete und 40 Gefangene.
Gyulai ging über Hausmannstätten und St. Georgen auf Gnas zurück. Nur eine kleine Abteilung verblieb am westlichen Murufer zwischen Ehrenhausen und Wildon zur Aufklärung. Die Verfolgung Gyulais wurde von Marmont ziemlich lässig betrieben, was ihm spätere bittere Vorwürfe von Napoleon eintrug. General Marmont quartierte sich nach dem Sieg im Lesliehof, dem heutigen Joanneum ein. Marmonts Truppen marschierten bereits am 2. Juli über den Semmering an die Donau ab und trafen rechtzeitig zur Verstärkung Napoleons in der Lobau ein. Das Treffen am 26. war dadurch für die Österreicher zu einem Fehlschlag geworden, richtig manövriert hätten Marmonts Truppen in der Steiermark festgehalten werden können und hätten bei der den Krieg entscheidenden Schlacht bei Wagram gefehlt.

## Ausklang der Belagerung
Die Franzosen besetzten am 27. Juni gegen 17 Uhr die Stadt neuerlich, Hackher zog seine Truppe wiederum auf den Schlossberg zurück. Die Blockade der Festung begann von neuem, am 29. versuchten die Franzosen noch vergebens vom Keller des Palais Saurau in der Sporgasse eine Mine unterhalb des Felsens zu sprengen. Nach der Niederlage von Wagram folgte am 12. Juli der Waffenstillstand von Znaim, der auch die kampflose Übergabe des Schlossberges erzwang. Französischen Kolonnen überfluteten erneut die Steiermark, am 21. Juli 1809 rückte der Feind – diesmal eine württembergische Division – als Besatzung in Graz ein. Der befehlende General Vandamme forderte von Hackher die sofortige Übergabe der Festung. Am 22. Juli traf von Seiten des Erzherzogs Johann der schriftliche Befehl ein, und danach musste sich Hackher endlich ergeben.
Im Friedensvertrag von Schönbrunn wurde im Oktober die Schleifung der Festung vereinbart, am 15. November 1809 begannen die Sprengungen. Die Grazer Bürger kauften um 2987 Gulden und 11 Kreuzer den Uhrturm sowie den Glockenturm von der Zerstörung durch die französischen Mineure frei. Am 4. Jänner 1810 zogen schließlich die französischen Truppen ab und hinterließen einen weitgehend verwüsteten Schlossberg.

## Nachspiel

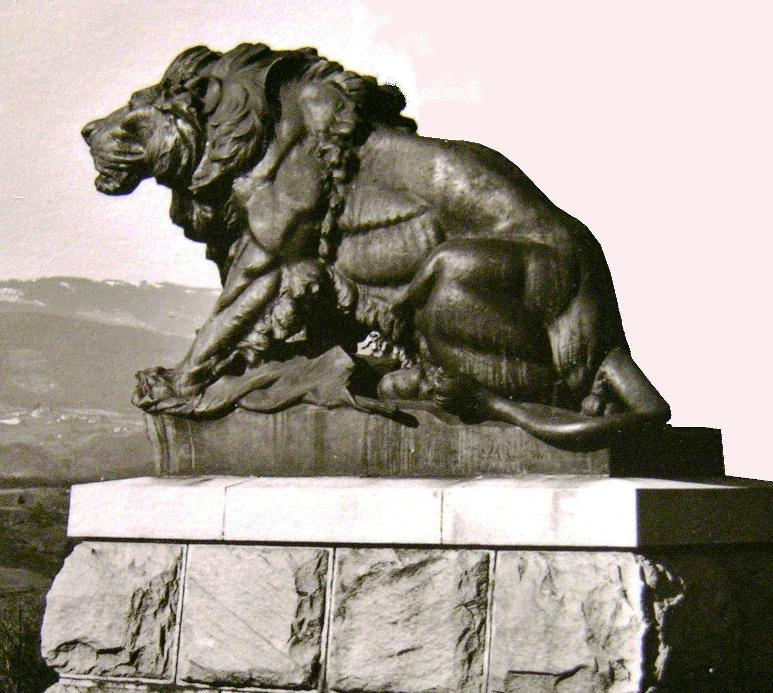
Denkmal für Major Hackher am Grazer Schlossberg von Otto Jarl 1909

Major Hackher wurde in der Folge in 1812 in den Freiherrenstand erhoben und 1813 zum Oberstleutnant befördert. Seine tapfere Verteidigung im Mai und Juni 1809 gegen die napoleonischen Truppen brachte ihm am 31. Juli 1809 das Ritterkreuz des Militär-Maria-Theresia-Ordens ein. Er berichtete später über diesen Kampf:
„Die Franzosen hatten die nur spärlich bemannte und schlecht bewaffnete Festung aus drei, später zwei Stellungen in der Grabenvorstadt und in Geidorf beschossen und in insgesamt sieben Infanterieangriffen ihre Eroberung versucht.“
Das Original des auf der Schlossberg-Bastei stehenden Löwendenkmals, der Hackherlöwe, wurde während des Zweiten Weltkrieges als "freiwillige Metallspende" der Stadt beschlagnahmt und 1943 eingeschmolzen. Die heutige nachgefertigte Skulptur von Wilhelm Gösser wurde 1966 aufgestellt. Das Grazer Garnisonsmuseum auf dem Schlossberg wurde 1981 als Nebenstelle des Stadtmuseums eröffnet, es enthält unter anderen Exponate der Kämpfe von 1809.